# Lopezia gentryi
Lopezia gentryi är en dunörtsväxtart som först beskrevs av Philip Alexander Munz, och fick sitt nu gällande namn av Plitmann, Raven och Breedlove. Lopezia gentryi ingår i släktet enmansblommor, och familjen dunörtsväxter. Inga underarter finns listade i Catalogue of Life.